# Карденьюела-Ріопіко
Карденьюела-Ріопіко (ісп. Cardeñuela Riopico) — муніципалітет в Іспанії, у складі автономної спільноти Кастилія-і-Леон, у провінції Бургос. Населення — 133 особи (2010).
Муніципалітет розташований на відстані близько 220 км на північ від Мадрида, 10 км на схід від Бургоса.
На території муніципалітету розташовані такі населені пункти: (дані про населення за 2010 рік)
- Карденьюела-Ріопіко: 103 особи
- Вільяльваль: 30 осіб

## Демографія
Динаміка населення (INE ):